# Upphandling24
Upphandling24 är en webbplats och tidiagre svensk tidning (ISSN 1654-725X), webbplats och konferensarrangör som ägdes av företagen IDG och Visma OPIC. Upphandling24 fokuserar på upphandling inom offentlig sektor.
Upphandling24 lanserades 22 november 2007 på Kvalitetsmässan i Göteborg. Tidningen utkom med sex nummer per år. Sista numret av tidningen Upphandling24 kom ut i maj 2019. Upphandling24:s webbplats tar upp nyheter om offentlig upphandling och har cirka 5 000 unika besökare per vecka.
Upphandling24 har instiftat fem priser som delas ut en gång per år: årets upphandling, årets upphandlingschef, årets förnyare, årets opinionsbildare och ett specialpris för livslång insats för offentlig upphandling. Priserna delades för första gången ut den 4 december 2008.

## Fotnoter
1. ↑  Kontaktuppgifter Upphandling24 Arkiverad 14 februari 2009 hämtat från the Wayback Machine.
2. 1 2
3. ↑  Upphandling24, Libris 10612366
4. ↑  Kia index